# さなせなぼな
さなせなぼなは、昭和60年からタイムスリップしてきた3人の妖精。長崎県佐世保市九十九島（くじゅうくしま）にある「ドリームアイランド」に住むキャラクター。佐世保の頭文字をひとつずつ取り「さな」「せな」「ぼな」と名前が付いている。3妖精は岐阜県岐阜市柳ヶ瀬商店街の「やなな」を尊敬している。

## 概要
アイドルになりたい3人の妖精は、いつも歌ったり踊ったりと、島々を明るくしていた。
ところが、そんなある日。
3人は「妖精の国のオキテ」を犯してしまい、平成の世にタイムスリップする。
そして罰として、顔には仮面をつけられ、言葉が発せなくなる魔法をかけられてしまう。
しかし、3人が「みなさんを元気に〜〜〜」とステージにあがると、その魔法がしばらくの間とかれて、3人は歌ってしゃべれて踊れようになる。
佐世保市にある屋台村やまがたパラダイスにて、歌って踊っている3妖精をスコブル博士が発見。現在はあちこちを飛び回り、各地のイベントに突然現れたりする。

## ヒストリー
■2013年
- 6月15日　岐阜県岐阜市柳ヶ瀬商店街の「柳ヶ瀬サンド」にてデビュー。
- 7月27日　さなせなぼなが発見された場所「やまがたパラダイス」にて佐世保デビュー。
- 8月 7日　佐世保市長に表敬訪問。
- 8月30日　「佐世保四ヶ町商店街組合」の「コミュニティーエフエムはっぴぃエフエム」に表敬訪問。
- 9月 5日　「佐世保三ヶ町商店街振興組合」に表敬訪問。
- 11月23日～24日　埼玉県羽生市「世界キャラクターさみっとin羽生2013」に参加。
- 12月21日　岐阜県岐阜市柳ヶ瀬商店街の「ゆるクリ2013」に参加。

■2014年
- 1月 1日　佐世保市内の神社に初詣。
- 2月19日　【さなせなぼなＴＶ[2]】スタート
- 3月12日　くまモン誕生祭パレードに参加
- 4月 5日　ハウステンボス「第3回九州ご当地グルメ王者決定戦」に出演。
- 5月14日　徳間ジャパンより発売されたGCB47の「きゃらきゃら天国」のPVに出演。
- 5月18日　千葉県船橋市、船橋市場で開催の「ご当地キャラ大集合！プロレスバトル！」に参加。
- 6月15日　さなせなぼなデビュー1周年。
- 6月 1日　兵庫県高砂市「高砂市制60周年inご当地博」に参加。
- 6月28日　「さなせなぼな1周年記念パーティー」開催。「ちっちゃいさなせなぼなちゃん」デビュー。
- 7月19日　佐世保の屋台村やまがたパラダイスにて「第1回キャラパー開催」
- 8月16日　佐世保の屋台村やまがたパラダイスにて「第2回キャラパー開催」
- 9月 7日　させぼ五番街にて「救急の日」のイベントに参加。佐世保市中央消防署の「1日消防隊員」に任命。「救急対応実演」を行う。
- 9月13～14日　高知県須崎市「ご当地キャラクターまつりin須崎」に参加。
- 9月20日　佐世保のやまがたパラダイスにて「第3回キャラパー」を開催。
- 10月 6日　「東西対決ご当地キャラ＆ヒーロー大合戦[3]」で、全国1位で予選突破。
- 10月12日　「長崎がんばらんば国体」の開会式に参加。
- 10月18～19日　滋賀県彦根市「ご当地キャラ博in彦根2014」に参加。

　　　　　　　　　「東西対決ご当地キャラ＆ヒーロー大合戦」最終戦で、全国2位に。
- 11月 9日　イーサキングのふるさと、鹿児島県伊佐市の「ふるさと祭り」にお邪魔。
- 11月15～16日　ハウステンボスの「第4回九州ご当地グルメ王者決定戦」に参加
- 11月22～23日　埼玉県羽生市「世界キャラクターさみっとin羽生2014」に参加。
- 12月 7日　「北九州ポップカルチャーフェスティバル2014」に参加。
- 12月20～21日　岐阜県岐阜市柳ヶ瀬商店街「ゆるクリ2014」に参加。
- 12月29日　兵庫県尼崎市の園田競馬場「ちっちゃいおっさんまつり」に参加。

■2015年
- 2月28日　志木市民会館パルシティホール、石田洋介さんのミニアルバム「アイタイ」リリース記念コンサートに参加。
- 3月7～8日　「ご当地キャラクターパーティー2015inえきマチ1丁目佐世保」を地元佐世保にて開催。
- 3月12日　熊本県「くまモン誕生祭」に参加。
- 5月30～31日　東京都墨田区「ご当地キャラフェスinすみだ2015」に参加。
- 6月6～7日　福島県白河市「ご当地キャラこども夢フェスタin白河2015」に参加。

## プロフィール
ブルーのおめめ ： させぼの「さ」【さな】
- 誕生日：5月15日
- 趣味・特技：魚市場巡り/マリンスポーツ
- 好きな場所：海
- 好きな食べもの：海産物
- 好きな有名人：若大将
- 尊敬する人：夏目漱石
- 好きな言葉や座右の銘：海は広いな大きいなあ〜
- 口癖：「〜とよ」「〜っちゃん」などの佐世保弁

ピンクのおめめ ： させぼの「せ」【せな】
- 誕生日：6月15日
- 趣味・特技：昼ドラメロドラ観賞/お絵かき
- 好きな場所：お金持ちが集まるところ
- 好きな食べもの：お肉、甘いスイーツ、高価なもの
- 好きな有名人：青大将
- 尊敬する人：聖徳太子
- 好きな言葉や座右の銘：金の切れ目が縁の切れ目
- 口癖：「〜なのだぁ♥」

きいろのおめめ ： させぼの「ぼ」【ぼな】
- 誕生日：7月15日
- 趣味・特技：朝ごはん昼ごはん晩ごはん/稲作
- 好きな場所：仕出し屋さん
- 好きな食べもの：おにぎり
- 好きな有名人：裸の大将
- 尊敬する人 ：五円玉の稲穂を書いた人
- 好きな言葉や座右の銘：食っちゃ寝ぇ〜食っちゃ寝ぇ〜
- 口癖：「ぼなぁ〜〜」

スコブル博士
- 「さなせなぼな」の発見者
- 年齢不詳